# Bácsszőlős
Bácsszőlős é um município da Hungria, situado no condado de Bács-Kiskun. Tem 38,83 km² de área e sua população em 2015 foi estimada em 355 habitantes.